# 川端町 (臺北市)
川端町為臺灣日治時期臺北市之行政區，位於市區南端，瀕臨新店溪處，是當時台北近郊的遊憩場所。該町因位在川端（河邊、河岸之意）而得名。戰後劃入古亭區，範圍約為今臺北市中正區的汀州路二段，廈門街，同安街，金門街等。町內有通往市外的川端橋。川端町河畔是日治時代台北近郊的納涼賞月的名勝，料亭散在河邊一帶，夏季乘坐遊船消暑，在料亭品嚐香魚料理，是川端町的特色。

## 町內設施
- 川端國民學校（現螢橋國小）
- 川端町郵便局（現台北螢橋郵局）[1]
- 川端町派出所（舊廈門街派出所，1936年9月8日竣工）
- 台北鐵道株式會社新店線
  - 螢橋驛
  - 古亭町乘降場（古亭站舊址）
- 古亭圖書館（今王貫英圖書館）
- 紀州庵
- 螢橋
- 川端橋（現中正橋）
- 川端地藏尊